# Grand Prix Węgier 2016
Grand Prix Węgier 2016 (oficjalnie Formula 1 Magyar Nagydíj 2016) – jedenasta eliminacja Mistrzostw Świata Formuły 1 w sezonie 2016. Grand Prix odbyło się w dniach 22–24 lipca 2016 roku na torze Hungaroring w Mogyoród.

## Lista startowa
Źródło: Wyprzedź Mnie!
| Nr | Kierowca          | Zespół                        | Samochód               | Silnik                         | Opony |
| -- | ----------------- | ----------------------------- | ---------------------- | ------------------------------ | ----- |
| 3  | Daniel Ricciardo  | Red Bull Racing               | Red Bull RB12          | TAG Heuer 1.6T V6              | P     |
| 5  | Sebastian Vettel  | Scuderia Ferrari              | Ferrari SF16-H         | Ferrari 059/5 1.6T V6          | P     |
| 6  | Nico Rosberg      | Mercedes AMG Petronas F1 Team | Mercedes F1 W07 Hybrid | Mercedes PU106C Hybrid 1.6T V6 | P     |
| 7  | Kimi Räikkönen    | Scuderia Ferrari              | Ferrari SF16-H         | Ferrari 059/5 1.6T V6          | P     |
| 8  | Romain Grosjean   | Haas F1 Team                  | Haas VF-16             | Ferrari 059/5 1.6T V6          | P     |
| 9  | Marcus Ericsson   | Sauber F1 Team                | Sauber C35             | Ferrari 059/5 1.6T V6          | P     |
| 11 | Sergio Pérez      | Sahara Force India F1 Team    | Force India VJM09      | Mercedes PU106C Hybrid 1.6T V6 | P     |
| 12 | Felipe Nasr       | Sauber F1 Team                | Sauber C35             | Ferrari 059/5 1.6T V6          | P     |
| 14 | Fernando Alonso   | McLaren Honda                 | McLaren MP4-31         | Honda RA616H 1.6T V6           | P     |
| 19 | Felipe Massa      | Williams Martini Racing       | Williams FW38          | Mercedes PU106C Hybrid 1.6T V6 | P     |
| 20 | Kevin Magnussen   | Renault Sport Formula 1 Team  | Renault R.S.16         | Renault RE16 1.6T V6           | P     |
| 21 | Esteban Gutiérrez | Haas F1 Team                  | Haas VF-16             | Ferrari 059/5 1.6T V6          | P     |
| 22 | Jenson Button     | McLaren Honda                 | McLaren MP4-31         | Honda RA616H 1.6T V6           | P     |
| 26 | Daniił Kwiat      | Scuderia Toro Rosso           | Toro Rosso STR11       | Ferrari 059/4 1.6T V6          | P     |
| 27 | Nico Hülkenberg   | Sahara Force India F1 Team    | Force India VJM09      | Mercedes PU106C Hybrid 1.6T V6 | P     |
| 30 | Jolyon Palmer     | Renault Sport Formula 1 Team  | Renault R.S.16         | Renault RE2016 1.6T V6         | P     |
| 33 | Max Verstappen    | Red Bull Racing               | Red Bull RB12          | TAG Heuer 1.6T V6              | P     |
| 44 | Lewis Hamilton    | Mercedes AMG Petronas F1 Team | Mercedes F1 W07 Hybrid | Mercedes PU106C Hybrid 1.6T V6 | P     |
| 45 | Esteban Ocon      | Renault Sport Formula 1 Team  | Renault R.S.16         | Renault RE2016 1.6T V6         | P     |
| 50 | Charles Leclerc   | Haas F1 Team                  | Haas VF-16             | Ferrari 059/5 1.6T V6          | P     |
| 55 | Carlos Sainz Jr.  | Scuderia Toro Rosso           | Toro Rosso STR11       | Ferrari 059/4 1.6T V6          | P     |
| 77 | Valtteri Bottas   | Williams Martini Racing       | Williams FW37          | Mercedes PU106C Hybrid 1.6T V6 | P     |
| 88 | Rio Haryanto      | Manor Racing MRT              | Manor MRT05            | Mercedes PU106C Hybrid 1.6T V6 | P     |
| 94 | Pascal Wehrlein   | Manor Racing MRT              | Manor MRT05            | Mercedes PU106C Hybrid 1.6T V6 | P     |
| Nr | Kierowca          | Zespół                        | Samochód               | Silnik                         | Opony |

## Wyniki

### Sesje treningowe
Źródło: Wyprzedź Mnie!
| Sesja | Nr | Kierowca       | Konstruktor | Czas     | Okr. |
| ----- | -- | -------------- | ----------- | -------- | ---- |
| 1     | 44 | Lewis Hamilton | Mercedes    | 1:21,347 | 34   |
| 2     | 6  | Nico Rosberg   | Mercedes    | 1:20,435 | 45   |
| 3     | 6  | Nico Rosberg   | Mercedes    | 1:20,261 | 25   |

### Kwalifikacje
Źródło: Wyprzedź Mnie!
| Poz. | Nr | Kierowca          | Konstruktor          | Q1       | Q2       | Q3       | Poz. s. |
| --- | --- | ----------------- | -------------------- | -------- | -------- | -------- | ------- |
| 1 | 6 | Nico Rosberg      | Mercedes             | 1:33,302 | 1:22,806 | 1:19,965 | 1       |
| 2 | 44 | Lewis Hamilton    | Mercedes             | 1:34,210 | 1:24,836 | 1:20,108 | 2       |
| 3 | 3 | Daniel Ricciardo  | Red Bull–TAG Heuer   | 1:39,968 | 1:23,234 | 1:20,280 | 3       |
| 4 | 33 | Max Verstappen    | Red Bull–TAG Heuer   | 1:40,424 | 1:22,660 | 1:20,557 | 4       |
| 5 | 5 | Sebastian Vettel  | Ferrari              | 1:35,718 | 1:24,082 | 1:20,874 | 5       |
| 6 | 55 | Carlos Sainz Jr.  | Toro Rosso–Ferrari   | 1:36,115 | 1:24,734 | 1:21,131 | 6       |
| 7 | 14 | Fernando Alonso   | McLaren–Honda        | 1:35,165 | 1:23,816 | 1:21,211 | 7       |
| 8 | 22 | Jenson Button     | McLaren–Honda        | 1:37,983 | 1:24,456 | 1:21,597 | 8       |
| 9 | 27 | Nico Hülkenberg   | Force India–Mercedes | 1:41,471 | 1:23,901 | 1:21,823 | 9       |
| 10 | 77 | Valtteri Bottas   | Williams–Mercedes    | 1:42,758 | 1:24,506 | 1:22,182 | 10      |
| 11 | 8 | Romain Grosjean   | Haas–Ferrari         | 1:35,906 | 1:24,941 | –        | 11      |
| 12 | 26 | Daniił Kwiat      | Toro Rosso–Ferrari   | 1:36,714 | 1:25,301 | –        | 12      |
| 13 | 11 | Sergio Pérez      | Force India–Mercedes | 1:41,411 | 1:25,416 | –        | 13      |
| 14 | 7 | Kimi Räikkönen    | Ferrari              | 1:36,853 | 1:25,435 | –        | 14      |
| 15 | 21 | Esteban Gutiérrez | Haas–Ferrari         | 1:38,959 | 1:26,189 | –        | 15      |
| 16 | 12 | Felipe Nasr       | Sauber–Ferrari       | 1:37,772 | 1:27,063 | –        | 16      |
| Niesklasyfikowani | |                   |                      |          |          |          |         |
| | 30 | Jolyon Palmer     | Renault              | 1:43,965 | –        | –        | 17      |
| | 19 | Felipe Massa      | Williams–Mercedes    | 1:43,999 | –        | –        | 18      |
| | 20 | Kevin Magnussen   | Renault              | 1:44,543 | –        | –        | 19      |
| | 9 | Marcus Ericsson   | Sauber–Ferrari       | 1:46,984 | –        | –        | PIT     |
| | 94 | Pascal Wehrlein   | MRT–Mercedes         | 1:47,343 | –        | –        | 20      |
| | 88 | Rio Haryanto      | MRT–Mercedes         | 1:50,189 | –        | –        | 21      |
| Poz. | Nr | Kierowca          | Konstruktor          | Q1       | Q2       | Q3       | Poz. s. |
| \| Legenda \| Legenda \| \| ------------------------ \| ---------------------------------------------------------------------------------------------------------------------------------------------------------------------------------------------------------------------------------------------------------------- \| \| Poz. Nr Q1 Q2 Q3 Poz. s. \| Pozycja zajęta w sesji kwalifikacyjnej Numer startowy kierowcy Wynik uzyskany w pierwszej części kwalifikacji Wynik uzyskany w drugiej części kwalifikacji Wynik uzyskany w trzeciej części kwalifikacji Pozycja startowa po uwzględnięniu kar, przesunięć, itp. \| | |                   |                      |          |          |          |         |
| Legenda | |                   |                      |          |          |          |         |
| Poz. Nr Q1 Q2 Q3 Poz. s. | Pozycja zajęta w sesji kwalifikacyjnej Numer startowy kierowcy Wynik uzyskany w pierwszej części kwalifikacji Wynik uzyskany w drugiej części kwalifikacji Wynik uzyskany w trzeciej części kwalifikacji Pozycja startowa po uwzględnięniu kar, przesunięć, itp. |                   |                      |          |          |          |         |

### Wyścig
Źródło: Wyprzedź Mnie!
| P                 | + / –     | Nr | Kierowca          | Konstruktor          | Okr. | Czas / Strata | Komentarz    |
| ----------------- | --------- | -- | ----------------- | -------------------- | ---- | ------------- | ------------ |
| 1                 | 1         | 44 | Lewis Hamilton    | Mercedes             | 70   | 1:40:30,115   |              |
| 2                 | 1         | 6  | Nico Rosberg      | Mercedes             | 70   | +0:01,977     |              |
| 3                 | Bez zmian | 3  | Daniel Ricciardo  | Red Bull–TAG Heuer   | 70   | +0:27,539     |              |
| 4                 | 1         | 5  | Sebastian Vettel  | Ferrari              | 70   | +0:28,213     |              |
| 5                 | 1         | 33 | Max Verstappen    | Red Bull–TAG Heuer   | 70   | +0:48,659     |              |
| 6                 | 8         | 7  | Kimi Räikkönen    | Ferrari              | 70   | +0:49,044     |              |
| 7                 | Bez zmian | 14 | Fernando Alonso   | McLaren–Honda        | 69   | +1 okr.       |              |
| 8                 | 2         | 55 | Carlos Sainz Jr.  | Toro Rosso–Ferrari   | 69   | +1 okr.       |              |
| 9                 | 1         | 77 | Valtteri Bottas   | Williams–Mercedes    | 69   | +1 okr.       |              |
| 10                | 1         | 27 | Nico Hülkenberg   | Force India–Mercedes | 69   | +1 okr.       |              |
| 11                | 2         | 11 | Sergio Pérez      | Force India–Mercedes | 69   | +1 okr.       |              |
| 12                | 5         | 30 | Jolyon Palmer     | Renault              | 69   | +1 okr.       |              |
| 13                | 2         | 21 | Esteban Gutiérrez | Haas–Ferrari         | 69   | +1 okr.       |              |
| 14                | 3         | 8  | Romain Grosjean   | Haas–Ferrari         | 69   | +1 okr.       |              |
| 15                | 4         | 20 | Kevin Magnussen   | Renault              | 69   | +1 okr.       |              |
| 16                | 4         | 26 | Daniił Kwiat      | Toro Rosso–Ferrari   | 69   | +1 okr.       |              |
| 17                | 1         | 12 | Felipe Nasr       | Sauber–Ferrari       | 69   | +1 okr.       |              |
| 18                | Bez zmian | 19 | Felipe Massa      | Williams–Mercedes    | 68   | +2 okr.       |              |
| 19                | 1         | 94 | Pascal Wehrlein   | MRT–Mercedes         | 68   | +2 okr.       |              |
| 20                | 2         | 9  | Marcus Ericsson   | Sauber–Ferrari       | 68   | +2 okr.       |              |
| 21                | Bez zmian | 88 | Rio Haryanto      | MRT–Mercedes         | 68   | +2 okr.       |              |
| Niesklasyfikowani |           |    |                   |                      |      |               |              |
|                   |           | 22 | Jenson Button     | McLaren–Honda        | 60   | +10 okr.      | wyciek oleju |
| P                 | + / –     | Nr | Kierowca          | Konstruktor          | Okr. | Czas / Strata | Komentarz    |

### Najszybsze okrążenie
Źródło: Wyprzedź Mnie!
| Nr | Kierowca       | Konstruktor | Czas     | Okr. |
| -- | -------------- | ----------- | -------- | ---- |
| 7  | Kimi Räikkönen | Ferrari     | 1:23,086 | 52   |

## Prowadzenie w wyścigu
Źródło: Racing–Reference.info
| Nr                              | Kierowca       | Okrążenia          | Suma |
| ------------------------------- | -------------- | ------------------ | ---- |
| 44                              | Lewis Hamilton | 1-15, 17-40, 42-70 | 66   |
| 6                               | Nico Rosberg   | 15-17, 40-42       | 4    |
| \| Wykres \| \| ------ \| \| \| |                |                    |      |
| Wykres                          |                |                    |      |
|                                 |                |                    |      |

## Klasyfikacja po zakończeniu wyścigu

### Kierowcy
| P  | +/− | Kierowca          | Starty | Punkty | P1 | P2 | P3 | PP | NO | NS |
| -- | --- | ----------------- | ------ | ------ | -- | -- | -- | -- | -- | -- |
| 1  | +1  | Lewis Hamilton    | 11     | 192    | 5  | 2  | 1  | 6  | 2  | 1  |
| 2  | −1  | Nico Rosberg      | 11     | 186    | 5  | 1  | 1  | 4  | 5  | 1  |
| 3  | +1  | Daniel Ricciardo  | 11     | 115    | –  | 1  | 1  | 1  | 1  | –  |
| 4  | −1  | Kimi Räikkönen    | 11     | 114    | –  | 2  | 2  | –  | 1  | 2  |
| 5  | 0   | Sebastian Vettel  | 10     | 110    | –  | 3  | 2  | –  | –  | 2  |
| 6  | 0   | Max Verstappen    | 11     | 100    | 1  | 2  | –  | –  | –  | 2  |
| 7  | 0   | Valtteri Bottas   | 11     | 56     | –  | –  | 1  | –  | –  | –  |
| 8  | 0   | Sergio Pérez      | 11     | 47     | –  | –  | 2  | –  | –  | –  |
| 9  | 0   | Felipe Massa      | 11     | 38     | –  | –  | –  | –  | –  | 1  |
| 10 | +2  | Carlos Sainz Jr.  | 11     | 30     | –  | –  | –  | –  | –  | 2  |
| 11 | −1  | Romain Grosjean   | 11     | 28     | –  | –  | –  | –  | –  | 2  |
| 12 | −1  | Nico Hülkenberg   | 11     | 27     | –  | –  | –  | –  | 1  | 2  |
| 13 | +1  | Fernando Alonso   | 10     | 24     | –  | –  | –  | –  | –  | 3  |
| 14 | −1  | Daniił Kwiat      | 10     | 23     | –  | –  | 1  | –  | 1  | 3  |
| 15 | 0   | Jenson Button     | 11     | 13     | –  | –  | –  | –  | –  | 3  |
| 16 | 0   | Kevin Magnussen   | 11     | 6      | –  | –  | –  | –  | –  | 1  |
| 17 | 0   | Pascal Wehrlein   | 11     | 1      | –  | –  | –  | –  | –  | 2  |
| 18 | 0   | Stoffel Vandoorne | 1      | 1      | –  | –  | –  | –  | –  | –  |
| 19 | 0   | Esteban Gutiérrez | 11     | 0      | –  | –  | –  | –  | –  | 2  |
| 20 | 0   | Jolyon Palmer     | 10     | 0      | –  | –  | –  | –  | –  | 3  |
| 21 | 0   | Marcus Ericsson   | 11     | 0      | –  | –  | –  | –  | –  | 3  |
| 22 | 0   | Felipe Nasr       | 11     | 0      | –  | –  | –  | –  | –  | 1  |
| 23 | 0   | Rio Haryanto      | 11     | 0      | –  | –  | –  | –  | –  | 3  |
| P  | +/− | Kierowca          | Starty | Punkty | P1 | P2 | P3 | PP | NO | NS |

### Konstruktorzy
| P  | +/− | Konstruktor               | Starty | Punkty | P1 | P2 | P3 | PP | NO | NS |
| -- | --- | ------------------------- | ------ | ------ | -- | -- | -- | -- | -- | -- |
| 1  | 0   | Mercedes                  | 22     | 378    | 10 | 3  | 2  | 10 | 7  | 2  |
| 2  | 0   | Ferrari                   | 21     | 224    | –  | 5  | 4  | –  | 1  | 4  |
| 3  | 0   | Red Bull Racing TAG Heuer | 21     | 223    | 1  | 3  | 2  | 1  | 1  | 1  |
| 4  | 0   | Williams Mercedes         | 22     | 94     | –  | –  | 1  | –  | –  | 1  |
| 5  | 0   | Force India Mercedes      | 22     | 74     | –  | –  | 2  | –  | 1  | 2  |
| 6  | 0   | Toro Rosso Ferrari        | 22     | 45     | –  | –  | –  | –  | 1  | 6  |
| 7  | 0   | McLaren Honda             | 22     | 38     | –  | –  | –  | –  | –  | 6  |
| 8  | 0   | Haas Ferrari              | 22     | 28     | –  | –  | –  | –  | –  | 4  |
| 9  | 0   | Renault                   | 21     | 6      | –  | –  | –  | –  | –  | 4  |
| 10 | 0   | MRT Mercedes              | 22     | 1      | –  | –  | –  | –  | –  | 5  |
| 11 | 0   | Sauber Ferrari            | 22     | 0      | –  | –  | –  | –  | –  | 4  |
| P  | +/− | Konstruktor               | Starty | Punkty | P1 | P2 | P3 | PP | NO | NS |